# Medizinische und Pharmazeutische Universität Victor Babeș
Die Medizinische und Pharmazeutische Universität Victor Babeș (kurz: UMFVBT; rumänisch: Universitatea de Medicină și Farmacie "Victor Babeș", Timișoara) ist eine staatliche Universität in der westrumänischen Stadt Timișoara. Die Universität wurde am 15. Juli 1945 per Dekret des damaligen Königs von Rumänien Mihael I. gegründet. Sie trägt den Namen des rumänischen Pathologen Victor Babeș.

## Fakultäten
Die Universität gliedert sich in vier Fakultäten:
- Medizinische Fakultät
- Zahnmedizinische Fakultät
- Pharmazeutische Fakultät
- Fakultät für Kinetotherapie[1]

## Geschichte

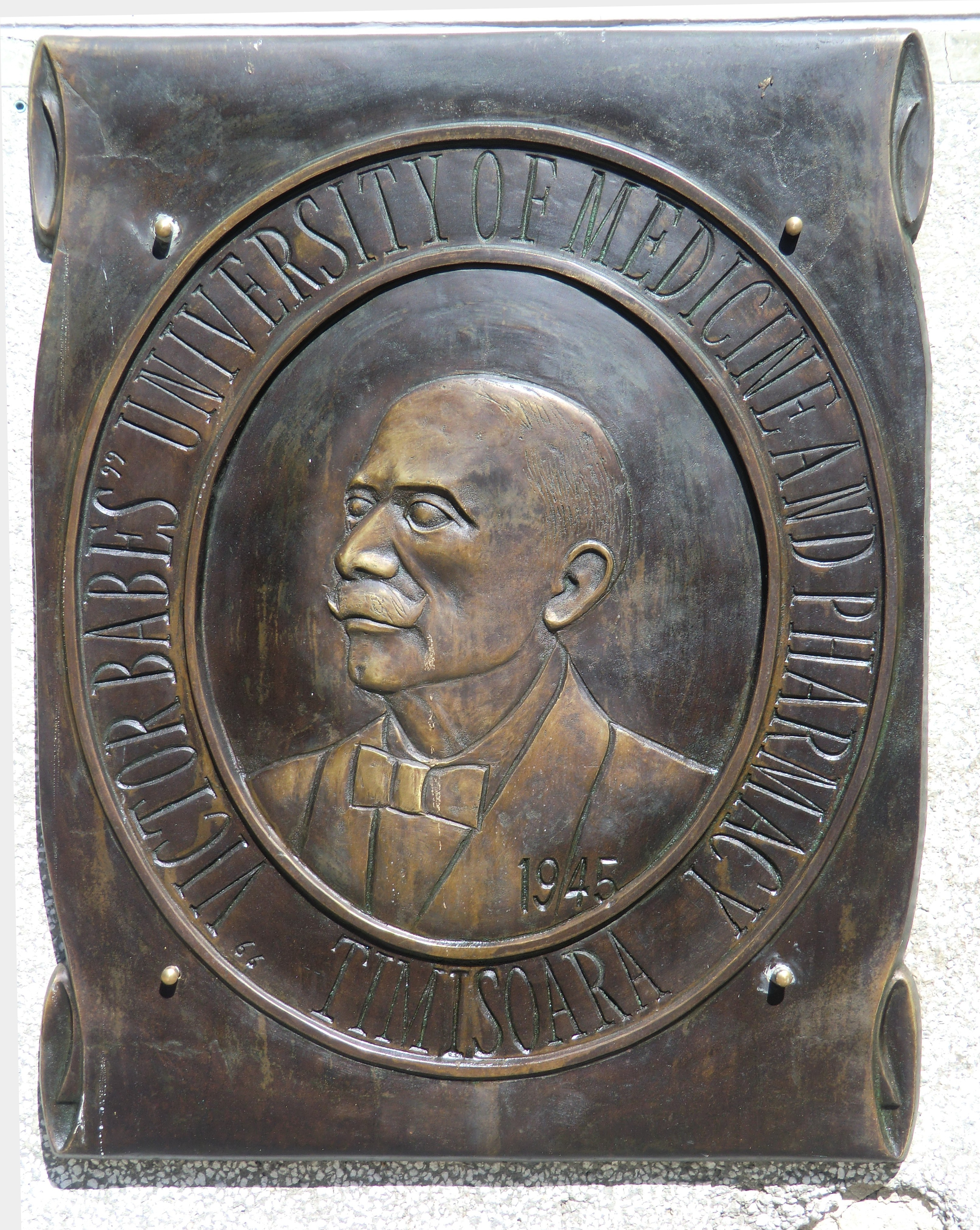
Plakette an der Hauswand der Medizinischen und Pharmazeutischen Universität Victor Babeș

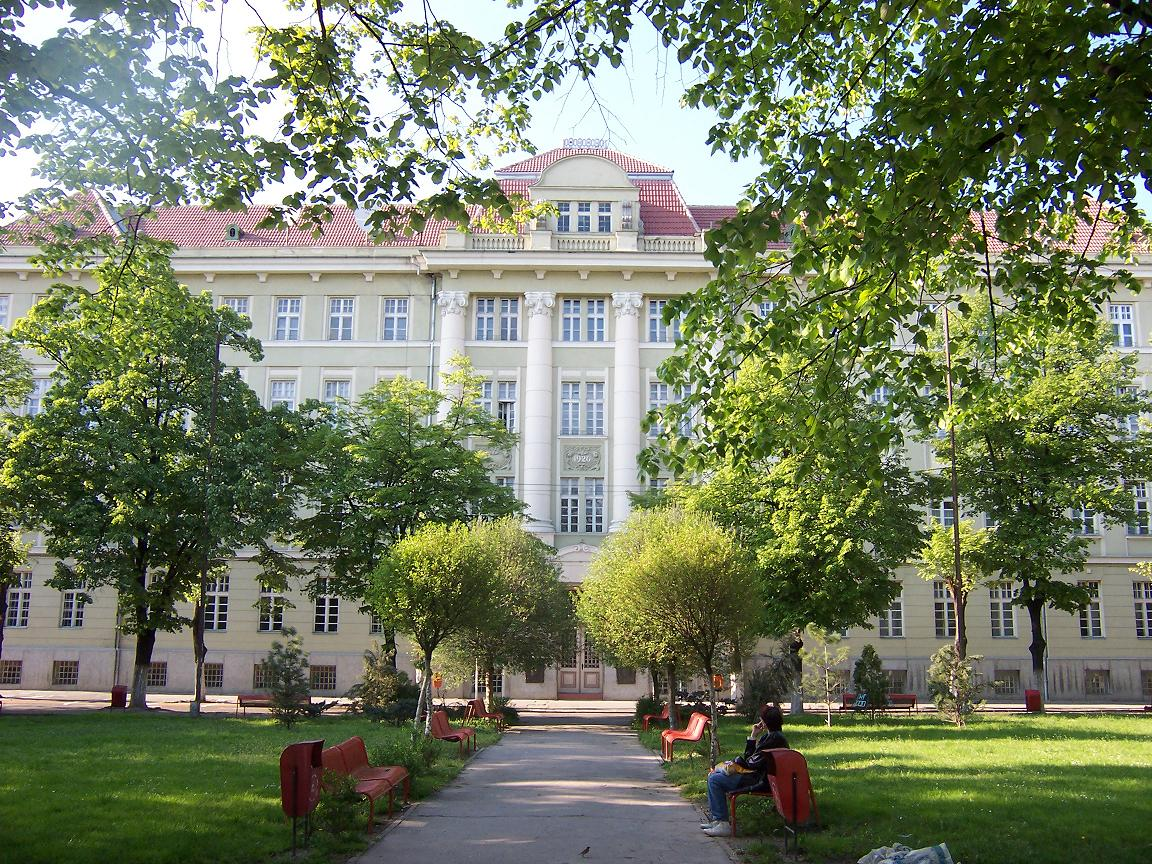
Medizinische und Pharmazeutische Universität Victor Babeș

Das dreistöckige Gebäude der heutigen Universität ist geprägt von neuhellenistischem Stil. In dem Gebäude war von 1925 bis 1944 die deutschsprachige Bildungseinrichtung Banatia untergebracht. In der Zwischenkriegszeit (1926–1942) wuchs die Banatia durch finanzielle Unterstützung der nationalsozialistischen Reichsregierung zur größten deutschen Bildungs- und Erziehungsstätte im Südosten Europas und setzte dort Maßstäbe mit ihrem Bildungs- und Schulungskonzept. Von 1942 bis 1944 nannte sich die Einrichtung Prinz Eugen Schule. 1942 war auch das Nikolaus Lenau Lyzeum temporär im Gebäude der Banatia beherbergt. Nach der kommunistischen Machtübernahme 1944 wurde die Schule geschlossen und in ein sowjetisches Militärhospital umfunktioniert. Seit 1945 beherbergt das Gebäude die Universität Victor Babeș.